# ديفيد دهاوان
ديفيد دهاوان (16 أغسطس 1955 -) مخرج أفلام هندي. وهو والد الممثل الهندي فارون دهاوان. اشتُهر بإخراج العديد من الأعمال المميزة مثل مين تيرا هيرو (2014) وتوأم 2 (2017). حصل على جائزة فيلم فير لأفضل مخرج [الإنجليزية] عن فيلم العيون (1993) وفيلم الزوجة رقم 1 (1999).

## وصلات خارجية
- ديفيد دهاوان على موقع IMDb (الإنجليزية)
- ديفيد دهاوان على موقع روتن توميتوز (الإنجليزية)
- ديفيد دهاوان على موقع ألو سيني (الفرنسية)
- ديفيد دهاوان على موقع أول موفي (الإنجليزية)
- ديفيد دهاوان على موقع قاعدة بيانات الفيلم (الإنجليزية)
- ديفيد دهاوان على موقع كينوبويسك (الروسية)